# Правителство на Република Македония (6)
Шестото правителство на Северна Македония е съставено след Парламентарните избори от 2006 година, на които коалиция, водена от ВМРО-ДПМНЕ, получава най-много гласове и лидерът ѝ Никола Груевски получава от президента Бранко Цървенковски мандат да състави правителство на 28 юли същата година. Новото правителство е одобрено от Парламента на Северна Македония на 26 август и встъпва на власт на 27 август. За новото правителство гласува цялата коалиция (съставена от ВМРО-ДПМНЕ, ДПА, НСДП, ДОМ, ПЕИ) и ВМРО-Народна партия. ВМРО-НП подкрепя новото правителство, но не взема участие в управляващата коалиция. Правителството действа до 27 юли 2008 г., когато Събранието на Северна Македония одобрява правителството от втория мандат на Никола Груевски.

## Състав
Първоначалният състав на кабинета включва:
| министерство                                                                   | име | име               | партия     |
| ------------------------------------------------------------------------------ | --- | ----------------- | ---------- |
| министър-председател                                                           |     | Никола Груевски   | ВМРО-ДПМНЕ |
| заместник министър-председател, земеделие и образование                        |     | Живко Янкуловски  | НСДП       |
| заместник министър-председател, евроинтеграция                                 |     | Габриела Коневска | ВМРО-ДПМНЕ |
| заместник министър-председател, здравеопазване и прилагане на Рамковия договор |     | Имер Селмани      | ДПА        |
| заместник министър-председател, икономически въпроси                           |     | Зоран Ставрески   | ВМРО-ДПМНЕ |
| вътрешни работи                                                                |     | Гордана Янкулоска | ВМРО-ДПМНЕ |
| външни работи                                                                  |     | Антонио Милошоски | ВМРО-ДПМНЕ |
| образование и наука                                                            |     | Сюлейман Рушити   | ДПА        |
| правосъдие                                                                     |     | Михайло Маневски  | ВМРО-ДПМНЕ |
| отбрана                                                                        |     | Лазар Еленовски   | НСДП       |
| икономика                                                                      |     | Вера Рафайловска  | НСДП       |
| труд и социална политика                                                       |     | Любчо Мешков      | ЛПМ        |
| земеделие, гори и водно стопанство                                             |     | Аце Спасеновски   | СПМ        |
| околната среда и пространствено планиране                                      |     | Имер Алиу         | ДПА        |
| транспорт и връзки                                                             |     | Миле Янакиевски   | ВМРО-ДПМНЕ |
| култура                                                                        |     | Илирян Бекири     | ДПА        |
| финанси                                                                        |     | Трайко Славески   | ВМРО-ДПМНЕ |
| местно самоуправление                                                          |     | Зоран Коняновски  | ВМРО-ДПМНЕ |
| без ресор, отговорен за привличането на чуждестранни инвестиции                |     | Глигор Ташкович   | безпартиен |
| без ресор                                                                      |     | Аднан Кахил       | ПДТ        |
| без ресор                                                                      |     | Веле Самак        | безпартиен |

### Промени от декември 2006
На 21 декември 2006 г. към членовете на Правителството се прибавя още един министър без ресор – Иво Ивановски, с което министрите без ресор в правителството стават четирима.

### Промени от февруари 2007
На 20 февруари 2007 г. Имер Селмани остава само министър на здравеопазването, досегашните му функции на заместник министър-председател отговорен за прилагането на Рамковия договор от Охрид поема досегашния министър на околната среда Имер Алиу. В освободеното министерство на околнта среда и пространственото планиране е назначен нов министър - Джелил Байрами. Като резултат членовете на Правителството се увеличават с още един министър, с което цялото Правителство наброява вече 23 члена.

### Промени от април 2007
На 14 април 2007 г. министерството на културата поема Арифхикмет Джемаили на мястото на Илирян Бекири.

### Промени от юни 2007
На 18 юни 2007 г. за министър на местното самоуправление е назначен Абдураман Мемети на мястото на Зоран Коняновски.